# 2008年夏季奥林匹克运动会瑙鲁代表团
2008年夏季奥林匹克运动会瑙魯代表团会参加2008年8月8日至24日在中国北京主办的第29届夏季奥运，代表团有1人，參與舉重1個項目。

## 舉重
- Itte Detenamo（男子56公斤級）